# Hjortshøj
Hjortshøj es una localidad situada en el municipio de Aarhus, en la región de Jutlandia Central (Dinamarca). Tiene una población estimada, a principios de 2021, de 3654 habitantes.
Está ubicada en el centro-este de la península de Jutlandia, junto a la costa del mar Báltico. La localidad funciona como una ciudad satélite de Aarhus, ubicada a unos 12 kilómetros de distancia.